# Čulyšman
Čulyšman (rusky Чулышман) je řeka na Altaji v Altajské republice v Rusku. Je 241 km dlouhá. Rozloha povodí je 16 800 km².

## Průběh toku
Na horním toku teče Čulyšmanskou pahorkatinou, kde protéká řadou jezer (největší je Džulukul). Poté protéká hlubokou dolinou mezi Čulyšmanskou pahorkatinou a Ulaganskou planinou a ústí do Teleckého jezera.

## Vodní režim
Zdroj vody je smíšený s převahou sněhového. Vyšší stav vody je od května do září. Průměrný průtok je 158 m³/s. Zamrzá od konce října do začátku prosince a rozmrzá od konce března do začátku května. Hlavní přítok je Baškaus.

## Turistický význam
Největším turistickým lákadlem a zároveň nejnebezpečnějším a nejobtížnějším místem řeky je kaňon Katu-Jaryk, v jehož blízkosti je několik turistických center. Z této oblasti vyplouvají také turisté na raftech. V této oblasti je i most pro pěší turisty. Původní most byl postaven v roce 1980, na jaře 2014 byl zničen velkou povodní. Nový most byl postaven na podzim 2015.